# 天山西路
天山西路是中華人民共和國上海市一條橫跨長寧區、閔行區和青浦區的道路，共分東西兩段。西段西起華徐公路，東至小淶港與北翟支路相連。東段西起嘉閔高架路，東至上海中環路與天山路相連。道路始建於1993年。